# Gigi Di Fiore
Pour les articles homonymes, voir Fiore.
Luigi Di Fiore surnommé Gigi (né à Naples en 1960) est un journaliste et un essayiste italien. Son activité d'écrivain se focalise plus particulièrement sur la  camorra et le révisionnisme sur le Risorgimento.

## Activités
Luigi Di Fiore obtient son diplôme en droit en 1983 et devient journaliste professionnel en 1985. Il travaille pour le journal  il Giornale dirigé par Indro Montanelli en tant que rédacteur du secteur Intérieur à la fin des années 1980 avant d'être envoyé spécial du  Il Mattino. Il se consacre aussi à des recherches historiques sur la période du Risorgimento, considérant qu'il est fondamental à la compréhension des divisions et des problèmes dans l'Italie actuelle. Pour cette activité d'historien, il reçoit des reconnaissances publiques et il participe à des émissions de télévision sur le brigandage même après la publication de certains de ses essais, tels que I vinti del Risorgimento par la Utet de Turin, ou Controstoria dell'unità d'Italia par Rizzoli. En octobre 2008, il est invité par l'Université de Turin, il participe à la quatrième édition du FestivalStoria pour parler du brigandage post-unitaire. L'invitation est renouvelée pour la sixième édition du FestivalStoria, qui se tient en octobre 2010, où il est au centre d'un «procès» historico-culturel par des groupes d'enseignants et d'étudiants pour la relecture du processus unitaire contenue dans son essai Controstoria dell'unità d'Italia-fatti e misfatti del Risorgimento (« Contre-histoire de l'unité d'Italie- faits et méfaits du Risorgimento »), publié par Rizzoli en 2007. La décision est en faveur de son travail de recherche historique. En décembre 2009, il ouvre le XIIe cycle d'études de l'Académie nationale de la politique à Palerme, qui a pour thème «L’État, l’Église, l'unification de l'Italie et la question méridionale », avec une conférence sur le brigandage post-unitaire.

## Reconnaissances et prix
Luigi Di Fiore reçoit le prix Saint-Vincent du journalisme en 2001. Par trois fois, il reçoit un Prix spécial de chroniqueur. En 2005 le Premio Torre pour l'engagement professionnel sur les questions de la criminalité organisée, et notamment pour son travail sur la Camorra. En 1997 la reconnaissance de la Fondation Costanzo pour son livre  Potere camorrista comme le meilleur nouveau texte sur la réalité méridionale. En 2001, le prix Tommaso Pedio pour la recherche historique sur les massacres du Risorgimento de Casalduni et de Pontelandolfo. Son essai Controstoria dell'unità d'Italia-fatti e misfatti del Risorgimento, publié par Rizzoli dans l'été 2008 est parmi les six textes finalistes pour la session de la 41e édition du prix Acqui storia. Le même texte est également parmi les trois finalistes dans la section essai du prix Palmi 2008 et il a remporté le premier prix pour la section essai de la cinquième édition du prix littéraire de la ville de Melfi (2009) pour l'anticonvenzionalità delle tesi e la chiarezza espositiva.
En vue de la célébration des 150 ans de l'unité de l'Italie, la commune de Pontelandolfo, dans la province de Bénévent, lui a décerné le prix Landolfo d'Oro, dans le cadre de la troisième édition de  2010, pour « l'extraordinaire carrière de journaliste et d'essayiste, chercheur de la vérité historique sur les faits d'armes post-unitaires de  Pontelandolfo ».

## Le journaliste
En tant que journaliste professionnel, il s'occupe principalement de chroniques judiciaires et des sujets liés à la sécurité. Pendant treize années, il est chroniqueur judiciaire dans le Il Mattino de Naples, puis envoyé spécial depuis 1994 (sous la direction de Sergio Zavoli). Il travaille à Napolioggi, Napolinotte,  Il Giornale di Napoli,  Il giornale de Montanelli, Il Mattino. Il a eu pour directeur Orazio Mazzoni, Gino Grassi, Indro Montanelli, Pasquale Nonno, Sergio Zavoli, Paolo Graldi, Paolo Gambescia, Mario Orfeo, Virman Cusenza.

## Participations à la télévision
Il a participé à différentes émissions de télévision : Samarcanda, Costanzo show, il Processo del Lunedì, l'Appello del martedì, Chi l'ha visto, Italia che vai, Uno mattina, Sabato e domenica, Blu notte, La storia siamo noi. Il est invité en tant qu'expert de la camorra dans une série d'interviews dans le reportage-documentaire 'O sistema. Il obtient le prix journalistique de la télévision Ilaria Alpi en 2006 et la Rai tourne une émission réalisée par Ruben Oliva et Matteo Scanni sur le phénomène de la criminalité organisée en Campanie. Il participe en qualité d'export à la production d'un dossier sur le « Risorgimento jamais raconté » par History Channel qui passe sur la chaine Sky. Dans le documentaire « Le brigantesse », produit par Storia in rete et diffusé sur La7 en 2008, plusieurs de ses interventions sur le brigandage sont diffusées. Il a enregistré une série d'interviews sur différents évènements liés au Risorgimento dans « La storia siamo noi »" de Giovanni Minoli au cours d'émissions liées aux célébrations des 150 ans de l'unité italienne.

## Note
- (it) Cet article est partiellement ou en totalité issu de l’article de Wikipédia en italien intitulé « Gigi Di Fiore » (voir la liste des auteurs).

1. ↑  Finalista Premio Acqui storia
2. ↑  Storia in rete